# 呂錦花
呂錦花（1909年3月10日—1981年10月30日），臺灣新北市土城區人，半山人士，女權運動者，有「養女之母」的稱呼。

## 生平
1909年3月10日生。生於日治時期桃園廳海山堡，自小就被富商收為養女，疼愛有加，畢業於臺北州第一女子高級中學（今北一女中），後與嘉義望族陳尚文結婚，先後至日本再轉中國大陸發展。
戰後返台，妻以夫貴的呂錦花參與政治，在政壇、婦運與社會服務中常見其身影，先後擔任過臺北市議會議員（1950年－1953年）、臺灣省議會議員（1960年－1968年），並且參與臺灣省婦女會、婦聯會等婦女團體，成為當時推動婦女運動的領導人之一，還曾任中國國民黨中央委員。
戰後的台灣人民生活困苦，窮苦人家送養女兒給他人的事件增多，但養女待遇很差，虐待、強暴，逼迫為娼時有所聞。由於出身背景使然，激起呂錦花關懷受虐養女的意識。1951年，臺灣省議會第一屆第二次大會時，呂錦花提出如何保護養女，其後便由她出面邀集婦女界、法律專家、警政單位等會商，經過半年時間的籌畫，終於在同年的7月24日，於臺北市中山堂成立臺灣省保護養女運動委員會，掀起1950年代保護養女運動。根據一項統計顯示，在臺灣省保護養女運動委員會成立十四年後，也就是到1965年8月底為止，處理解決有關養女問題的案件，總數已達5510件。
該會自第四週年開始，都會舉辦養女集團結婚，呂錦花除擔任女方主持人外，還自掏腰包為她們添購嫁妝，有如自己嫁女兒般。
1969年2月11日，內政部在台北公會堂表揚四位從事社會慈善事業人士，分別為孫理蓮、高甘霖、呂錦花、石清，由徐慶鐘部長主持典禮。
1981年10月30日去世。

## 軼事
- 據郭國基回憶，呂錦花選舉時得婦女票不多，尤其婦女幹部們忌妒她的很多[9]。

- 李敖表示呂錦花曾幫一位黃姓女學生徵男友，但表達說沒有認真要結婚的男性與其寫情書，倒不如贊助學費就可[10]。